# La mia generazione
Pour les articles homonymes, voir My Generation.
Pour plus de détails, voir Fiche technique et Distribution.
La mia generazione est un film italien réalisé par Wilma Labate, sorti en 1996.

## Synopsis
1983. Claudio Braccio, terroriste d'extrême gauche condamné à trente ans de prison pour avoir refusé de révéler le coupable d'un meurtre commis par son groupe, est soudain extrait de la prison sicilienne où il est en régime spécial depuis quatre ans et embarqué dans un fourgon blindé à destination de Milan. C'est pour rendre visite à sa compagne Giulia, qu'il n'a pas vue depuis trois ans, comme le lui explique le capitaine des Carabiniers qui l'escorte, un homme affable et cultivé avec lequel il passe du temps pendant le voyage à se livrer à des discussions idéologiques sporadiques sur la période de la lutte armée, qui a maintenant échoué.
En traversant la botte italienne, la camionnette se retrouve à héberger un autre prisonnier « de rue », le criminel de droit commun Concilio, en raison d'un blocage du trafic ferroviaire causé par une manifestation contre le chômage. Ses manières contrastent avec celles de Braccio, renfermé sur lui-même et ne cherchant qu'à voir Giulia et le monde extérieur à la prison.
Aux portes de Milan, le convoi s'arrête et le capitaine révèle la vérité à Braccio : aucun transfert ne l'attend, il s'agit d'une promesse savamment inventée par un colonel de Carabiniers dont il est l'émissaire, un subterfuge psychologique pour l'amener à collaborer avec la justice. Il doit maintenant faire un choix : révéler le nom de son ancien camarade et l'emplacement de leur dépôt d'armes, et être ainsi transféré à San Vittore avec la possibilité de rendre visite à Giulia le jour même et d'obtenir une réduction de peine, ou retourner purger les dernières années de sa vie dans la lointaine Sicile.
Braccio, en difficulté, finit par refuser l'offre et remonte dans la camionnette, qui entame alors son voyage de retour.

## Fiche technique
- Titre français : La mia generazione[1]
- Réalisation : Wilma Labate
- Scénario : Wilma Labate, Paolo Lapponi, Andrea Leoni, Francesca Marciano et Sandro Petraglia
- Photographie : Alessandro Pesci
- Montage : Enzo Meniconi
- Musique : Nicola Piovani
- Production : Maurizio Tini
- Lieu de tournage : Sant'Agata de' Goti, dans la province de Bénévent, en Campanie
- Pays d'origine :  Italie
- Format : Couleurs
- Genre : drame
- Date de sortie : 1996

## Distribution
- Claudio Amendola : Claudio Braccio
- Francesca Neri : Giulia Ghisalberti
- Silvio Orlando : capitaine des carabiniers
- Vincenzo Peluso : Conseil
- Stefano Accorsi : Carabinier Bonoli
- Paolo De Vita : Maréchal S. Alba
- Alessandra Vanzi : prostituée
- Mauro Marchese Gabriele
- Anna Melato Elena
- Hossein Taheri : Carabinier Caruso
- Giorgio Gobbi : avocat
- Raffaele Vannoli : carabinier Ernesto
- Roberto Nobile : brigadier mural
- Vincenzo Aronica : Carlo
- Giuseppe Misiti : premier carabinier
- Lamberto Petrecca : préposé S. Alba
- Giorgio Giuliano : maréchal de campagne
- Giuseppe Tosca : deuxième homme de voiture
- Marco Morellini : commissaire
- Arnaldo Ninchi : Penzo
- Arturo Cirillo : carabinier Milito